# Jacqueline Mazéas
Jacqueline Mazéas   (Denain, 10 d'octubre de 1920 - Darnétal, 9 de juliol de 2012), de soltera Martin, fou una atleta francesa, especialista en el llançament de disc, que va competir durant la dècada de 1940.
El 1948 va prendre part en els Jocs Olímpics de Londres, on va guanyar la medalla de bronze en la prova dels llançament de disc del programa d'atletisme.
En el seu palmarès també destaquen dos campionats nacionals de disc, el 1946 i 1947. Va establir tres rècords nacionals i fou la primera francesa en superar els 40 metres en el llançament de disc.

## Millors marques
- llançament de disc. 40,49 metres (1949)[3][6]